# Roscasiri
El Roscasiri, también conocido como Fiesta del pan o Rosqueada, es una celebración tradicional en el distrito de Pomata en el departamento de Puno, en Perú, esta festividad se realiza para dar la bienvenida a las nuevas autoridades comunales (tenientes y tenientinas).  
Cada primero de enero, muy temprano mujeres y varones alistan el pan, las frutas, serpentina y demás adornos para ataviar a las autoridades entrantes y así realizar el pasacalle organizado por la Municipalidad Distrital de Pomata. 
Luego del almuerzo, las nuevas autoridades llegan a cargar con grandes cantidades de pan, el cual es provisto por sus familiares y amigos. Todo esto como deseo de una gestión llena de abundancia y también como un rito de pedido de abundancia para el año agrícola. La festividad también se acompaña de una misa, la cual precede al agradecimiento con los panes.
Similar festividad se desarrolla en varios puntos de la región altiplánica, en algunos casos se conocen como Tanta Puncho (Huancané, Vilquechico).

## Celebración
Los encargados de agradecer a las autoridades entrantes son familiares, padrinos, ahijados, compadres y público en general, quienes engalanan a tenientes y tenientinas con el pan en forma de roscas y otras figuras, flores, frutas y dinero. Este acto supone una demostración de abundancia en el mundo aymara y también es un rito de pedido de abundancia para el año agrícola. La festividad también se acompaña de una misa, la cual precede al agradecimiento con los panes.

## Galería

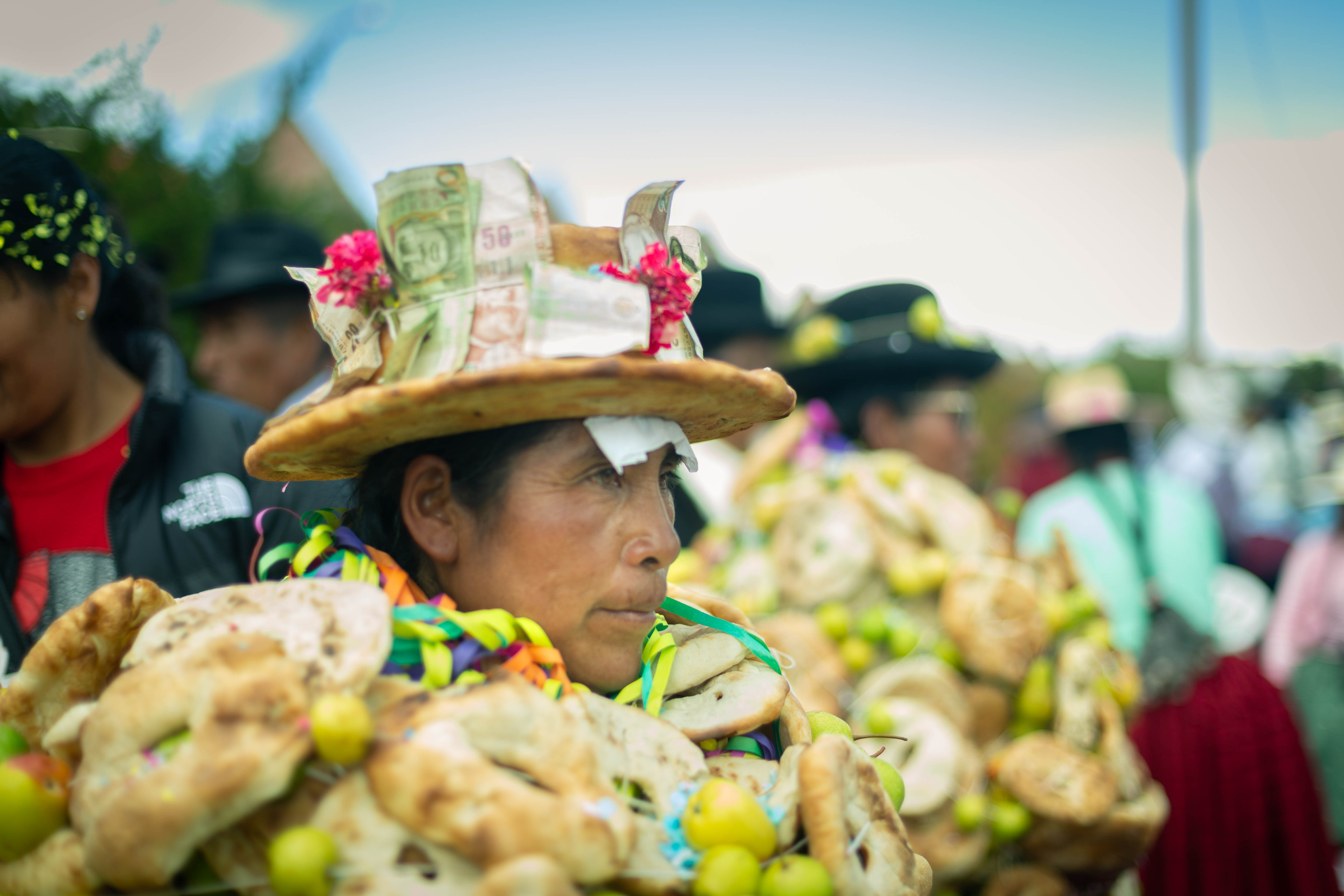
Sombrero de pan con billetes y flores
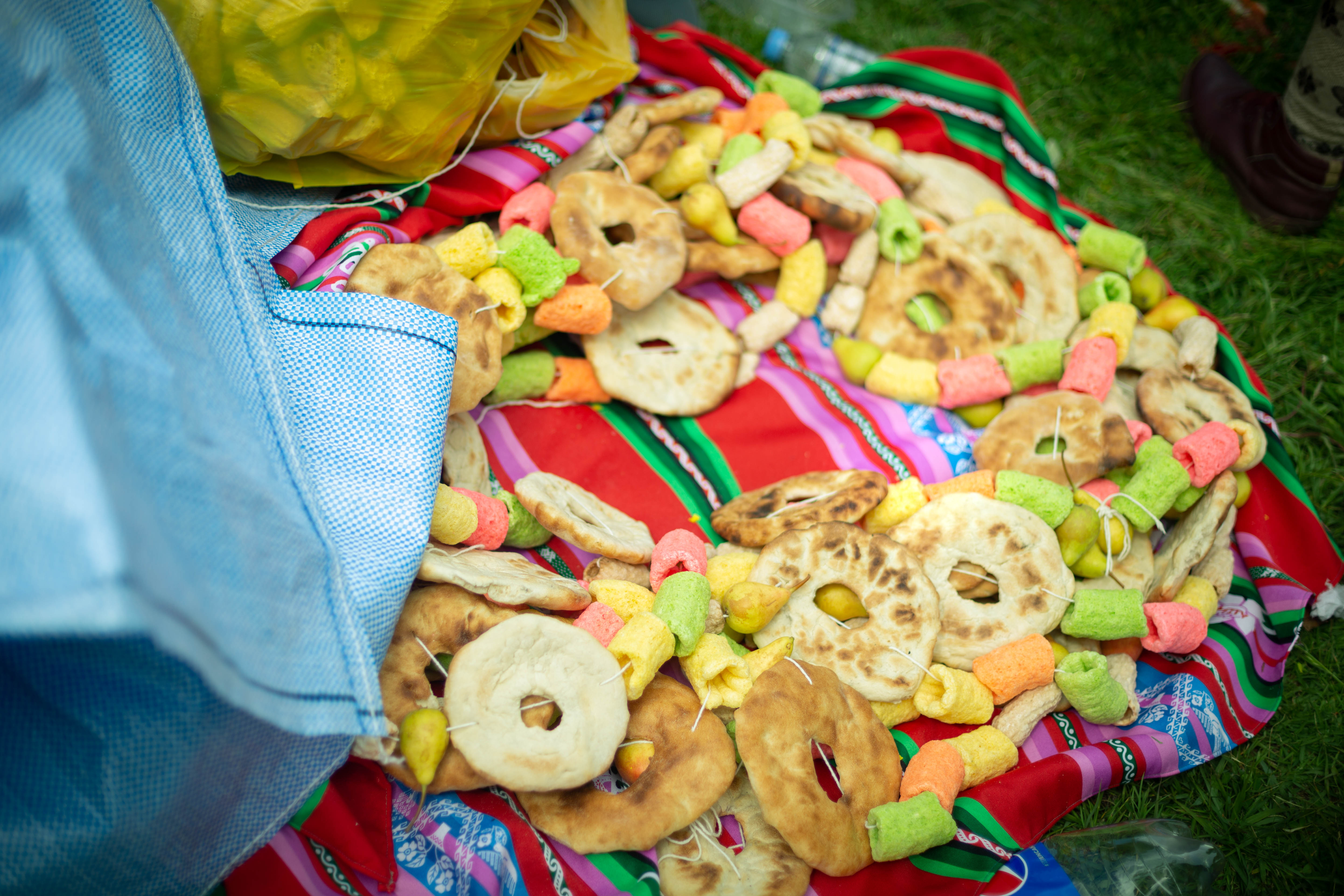
Collares de pan
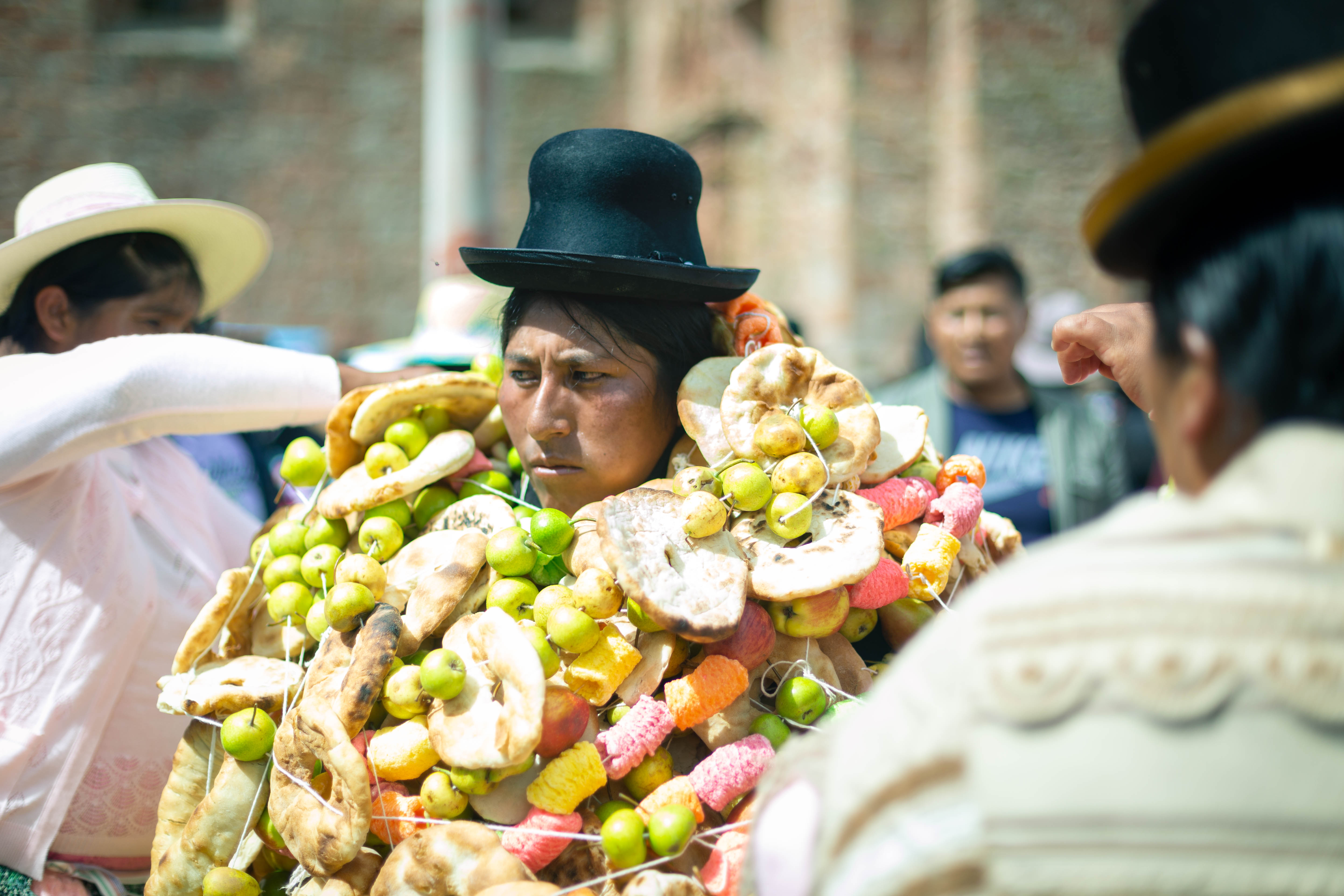
Autoridad ataviada con panes
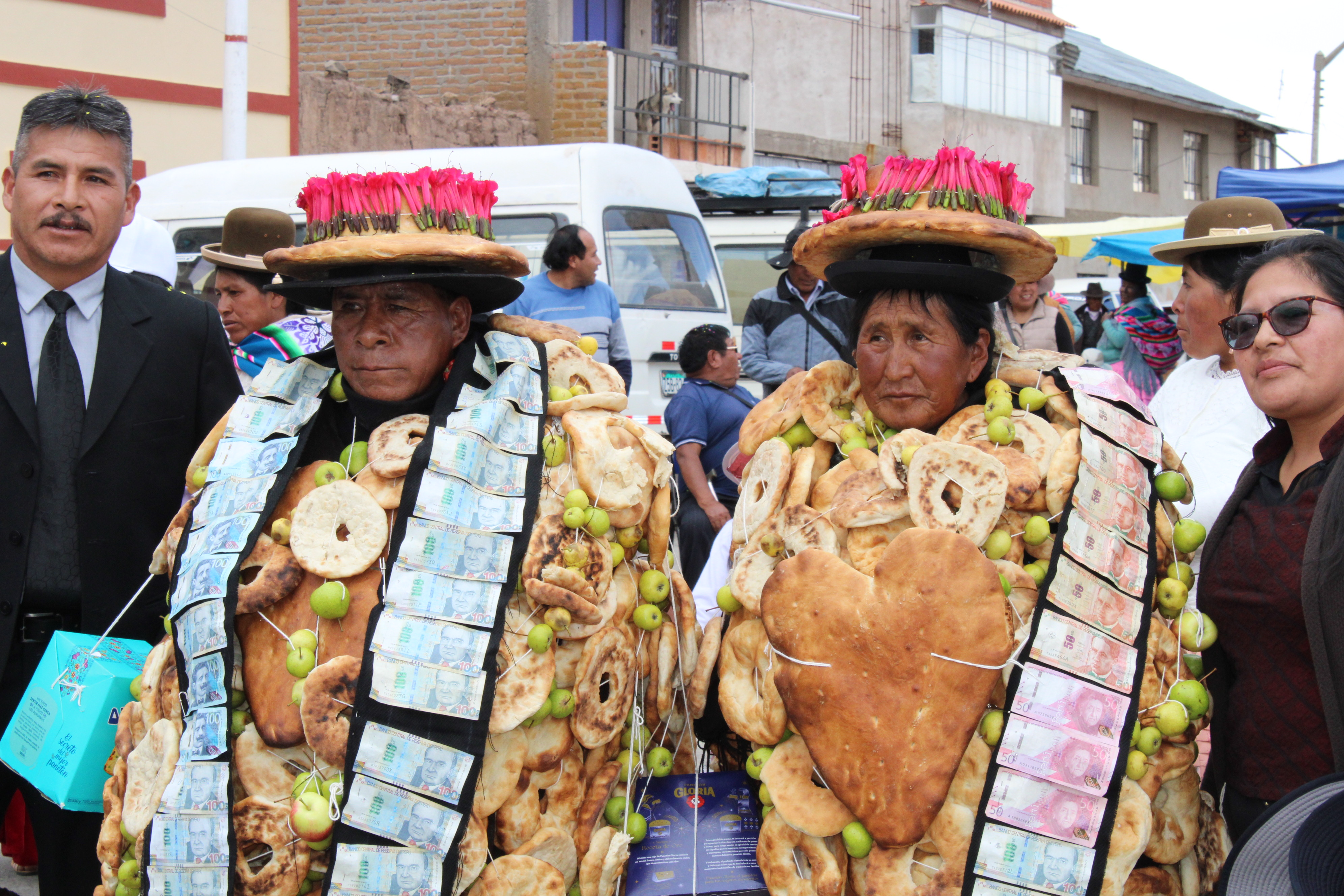
Pareja de autoridades con panes, flores y billetes